# Karagöl
Le lac Karagöl littéralement « lac noir » en turc est situé dans les Monts Bolkar en Turquie

## Géographie
Le lac est situé à une altitude moyenne de 2 600 m. Il se trouve dans la province de Mersin et est accessible depuis le village de Madenköy, dont le chef-lieu est Ulukışla. Le pH du lac varie entre 7.00 et 7.85 et la température moyenne est de 10 °C en journée pendant les mois d'été.

## Faune
Le lac Karagöl est un trois lieux d'habitat de la grenouille endémique Rana holtzi.